# Campeonato Europeu de Judô
O Campeonato Europeu de Judo (ou Judô) é a competição de judo mais importante a nível europeu. É organizado anualmente desde 1951 pela União Europeia de Judo (EJU). O primeiro campeonato para as mulheres realizou-se em 1975, mas por separado; a partir de 1987 realizam-se conjuntamente as competições masculinas e femininas na mesma sede. A categoria aberta disputava-se até 2003 no mesmo evento, entre 2004 e 2007 realizou-se um campeonato por separado para esta categoria, depois deixou de disputar-se.
As categorias nas que se compete atualmente pelo título europeu são:
- masculino: –60 kg, –66 kg, –73 kg, –81 kg, –90 kg, –100 kg e +100 kg
- feminino: –48 kg, –52 kg, –57 kg, –63 kg, –70 kg, –78 kg e +78 kg

## Edições
| Nro.    | Ano  | Sede M                                        | Sede F                                        |
| ------- | ---- | --------------------------------------------- | --------------------------------------------- |
| I       | 1951 | Paris ( França)                               | —                                             |
| II      | 1952 | Paris ( França)                               | —                                             |
| III     | 1954 | Bruxelas ( Bélgica)                           | —                                             |
| IV      | 1955 | Paris ( França)                               | —                                             |
| V       | 1957 | Roterdão ( Países Baixos)                     | —                                             |
| VI      | 1958 | Barcelona ( Espanha)                          | —                                             |
| VII     | 1959 | Viena ( Áustria)                              | —                                             |
| VIII    | 1960 | Amesterdão ( Países Baixos)                   | —                                             |
| IX      | 1961 | Milão ( Itália)                               | —                                             |
| X       | 1962 | Essen ( Alemanha Ocidental)                   | —                                             |
| XI      | 1963 | Genebra ( Suíça )                             | —                                             |
| XII     | 1964 | Berlim Oriental ( Alemanha Oriental)          | —                                             |
| XIII    | 1965 | Madrid ( Espanha)                             | —                                             |
| XIV     | 1966 | Luxemburgo ( Luxemburgo)                      | —                                             |
| XV      | 1967 | Roma ( Itália)                                | —                                             |
| XVI     | 1968 | Lausana ( Suíça )                             | —                                             |
| XVII    | 1969 | Ostende ( Bélgica)                            | —                                             |
| XVIII   | 1970 | Berlim Oriental ( Alemanha Oriental)          | —                                             |
| XIX     | 1971 | Gotemburgo ( Suécia)                          | —                                             |
| XX      | 1972 | Voorburg ( Países Baixos)                     | —                                             |
| XXI     | 1973 | Madrid ( Espanha)                             | —                                             |
| XXII    | 1974 | Londres ( Reino Unido)                        | —                                             |
| XXIII   | 1975 | Lyon ( França)                                | Munique ( Alemanha Ocidental)                 |
| XXIV    | 1976 | Kiev ( União Soviética)                       | Viena ( Áustria)                              |
| XXV     | 1977 | Ludwigshafen ( Alemanha Ocidental)            | Arlon ( Bélgica)                              |
| XXVI    | 1978 | Helsinki ( Finlândia)                         | Colónia ( Alemanha Ocidental)                 |
| XXVII   | 1979 | Bruxelas ( Bélgica)                           | Kerkrade ( Países Baixos)                     |
| XXVIII  | 1980 | Viena ( Áustria)                              | Udine ( Itália)                               |
| XXIX    | 1981 | Debrecen ( Hungria)                           | Madrid ( Espanha)                             |
| XXX     | 1982 | Rostock ( Alemanha Oriental)                  | Oslo ( Noruega)                               |
| XXXI    | 1983 | Paris ( França)                               | Génova ( Itália)                              |
| XXXII   | 1984 | Liège ( Bélgica)                              | Pirmasens ( Alemanha Ocidental)               |
| XXXIII  | 1985 | Hamar ( Noruega)                              | Landskrona ( Suécia)                          |
| XXXIV   | 1986 | Belgrado ( Iugoslávia)                        | Londres ( Reino Unido)                        |
| XXXV    | 1987 | Paris ( França)                               | Paris ( França)                               |
| XXXVI   | 1988 | Pamplona ( Espanha)                           | Pamplona ( Espanha)                           |
| XXXVII  | 1989 | Helsinki ( Finlândia)                         | Helsinki ( Finlândia)                         |
| XXXVIII | 1990 | Frankfurt ( Alemanha Ocidental)               | Frankfurt ( Alemanha Ocidental)               |
| XXXIX   | 1991 | Praga ( Tchecoslováquia)                      | Praga ( Tchecoslováquia)                      |
| XL      | 1992 | Paris ( França)                               | Paris ( França)                               |
| XLI     | 1993 | Atenas ( Grécia)                              | Atenas ( Grécia)                              |
| XLII    | 1994 | Gdansk ( Polónia)                             | Gdansk ( Polónia)                             |
| XLIII   | 1995 | Birmingham ( Reino Unido)                     | Birmingham ( Reino Unido)                     |
| XLIV    | 1996 | Haia ( Países Baixos)                         | Haia ( Países Baixos)                         |
| XLV     | 1997 | Ostende ( Bélgica)                            | Ostende ( Bélgica)                            |
| XLVI    | 1998 | Oviedo ( Espanha)                             | Oviedo ( Espanha)                             |
| XLVII   | 1999 | Bratislava ( Eslováquia)                      | Bratislava ( Eslováquia)                      |
| XLVIII  | 2000 | Breslávia ( Polónia)                          | Breslávia ( Polónia)                          |
| XLIX    | 2001 | Paris ( França)                               | Paris ( França)                               |
| L       | 2002 | Maribor ( Eslovênia)                          | Maribor ( Eslovênia)                          |
| LI      | 2003 | Düsseldorf ( Alemanha)                        | Düsseldorf ( Alemanha)                        |
| LII     | 2004 | Bucarest ( Roménia) · Budapeste ( Hungria)    | Bucarest ( Roménia) · Budapeste ( Hungria)    |
| LIII    | 2005 | Roterdão ( Países Baixos) · Moscovo ( Rússia) | Roterdão ( Países Baixos) · Moscovo ( Rússia) |
| LIV     | 2006 | Tampere ( Finlândia) · Novi Sad ( Sérvia)     | Tampere ( Finlândia) · Novi Sad ( Sérvia)     |
| LV      | 2007 | Belgrado ( Sérvia) · Varsovia ( Polónia)      | Belgrado ( Sérvia) · Varsovia ( Polónia)      |
| LVI     | 2008 | Lisboa ( Portugal)                            | Lisboa ( Portugal)                            |
| LVII    | 2009 | Tiflis ( Geórgia)                             | Tiflis ( Geórgia)                             |
| LVIII   | 2010 | Viena ( Áustria)                              | Viena ( Áustria)                              |
| LIX     | 2011 | Istambul ( Turquia)                           | Istambul ( Turquia)                           |
| LX      | 2012 | Cheliabinsk ( Rússia)                         | Cheliabinsk ( Rússia)                         |
| LXI     | 2013 | Budapeste ( Hungria)                          | Budapeste ( Hungria)                          |
| LXII    | 2014 | Montpellier ( França)                         | Montpellier ( França)                         |
| LXIII   | 2015 | Baku ( Azerbaijão)                            | Baku ( Azerbaijão)                            |
| LXIV    | 2016 | Kazan ( Rússia)                               | Kazan ( Rússia)                               |
| LXV     | 2017 | Varsovia ( Polónia)                           | Varsovia ( Polónia)                           |
| LXVI    | 2018 | Tel Aviv ( Israel)                            | Tel Aviv ( Israel)                            |
| LXVII   | 2019 | Minsk ( Bielorrússia)                         | Minsk ( Bielorrússia)                         |
| LXVIII  | 2020 | Praga ( Chéquia)                              | Praga ( Chéquia)                              |
| LXIX    | 2021 | Lisboa ( Portugal)                            | Lisboa ( Portugal)                            |
| LXX     | 2022 | Sófia ( Bulgária)                             | Sófia ( Bulgária)                             |

1. 1 2 3 4  Na segunda sede realizaram-se as competições da categoria aberta.
2. 1 2  Campeonato celebrado dentro dos respectivos Jogos Europeus.

## Medalheiro histórico
- Actualizado até Lisboa 2021 (sem contabilizar as medalhas obtidas nos campeonatos por equipas).

| Ordem | País                 | Medalha de ouro | Medalha de prata | Medalha de bronze | Total |
| ----- | -------------------- | --------------- | ---------------- | ----------------- | ----- |
| 1     | França               | 194             | 136              | 229               | 559   |
| 2     | Rússia               | 138             | 110              | 147               | 395   |
| 3     | Países Baixos        | 94              | 69               | 142               | 305   |
| 4     | Alemanha             | 89              | 101              | 244               | 434   |
| 5     | Bélgica              | 47              | 37               | 89                | 173   |
| 6     | Reino Unido          | 46              | 62               | 119               | 227   |
| 7     | Geórgia              | 27              | 32               | 46                | 105   |
| 8     | Itália               | 26              | 55               | 78                | 159   |
| 9     | Áustria              | 26              | 34               | 70                | 130   |
| 10    | Espanha              | 26              | 30               | 67                | 123   |
| 11    | Polónia              | 21              | 29               | 74                | 124   |
| 12    | Roménia              | 19              | 13               | 31                | 63    |
| 13    | Hungria              | 18              | 29               | 50                | 97    |
| 14    | Ucrânia              | 13              | 9                | 23                | 45    |
| 15    | Portugal             | 11              | 7                | 20                | 38    |
| 16    | Turquia              | 11              | 4                | 25                | 40    |
| 17    | Azerbaijão           | 10              | 15               | 21                | 46    |
| 18    | Eslovênia            | 10              | 11               | 28                | 49    |
| 19    | Israel               | 8               | 9                | 24                | 41    |
| 20    | Bielorrússia         | 7               | 8                | 25                | 40    |
| 21    | Kosovo               | 7               | 2                | 8                 | 17    |
| 22    | Suíça                | 5               | 8                | 20                | 33    |
| 23    | Chéquia              | 4               | 10               | 27                | 41    |
| 24    | Finlândia            | 3               | 5                | 6                 | 14    |
| 25    | Estónia              | 3               | 4                | 12                | 19    |
| 26    | Sérvia               | 2               | 10               | 18                | 30    |
| 27    | Suécia               | 2               | 6                | 21                | 29    |
| 28    | Armênia              | 2               | 3                | 4                 | 9     |
| 29    | Grécia               | 2               | 2                | 6                 | 10    |
| 30    | Bulgária             | 1               | 9                | 18                | 28    |
| 31    | Moldávia             | 1               | 4                | 5                 | 10    |
| 32    | Bósnia e Herzegovina | 1               | 3                | 2                 | 6     |
| 33    | Letônia              | 0               | 3                | 7                 | 10    |
| 34    | Eslováquia           | 0               | 3                | 3                 | 6     |
| 35    | Croácia              | 0               | 1                | 6                 | 7     |
| 36    | Lituânia             | 0               | 1                | 5                 | 6     |
| 37    | Irlanda              | 0               | 0                | 1                 | 1     |
|       | TOTAL                | 874             | 874              | 1721              | 3469  |

1. ↑  Inclui as medalhas da URSS.
2. ↑  Inclui as medalhas da RFA e da RDA.
3. ↑  Os yudocas de nacionalidade kosovar participaram baixo a bandeira da Federação Internacional de Judo (IJF) até ano 2015.
4. ↑  Inclui as medalhas de Checoslováquia.
5. ↑  Inclui as medalhas da República Federal Socialista da Jugoslávia.